# 甘渭汉
甘渭汉（1908年8月—1986年4月1日），中国人民解放军中将，1955年获一级八一勋章、一级独立自由勋章、一级解放勋章。